# Roman Karasiuk
Roman Iwanowycz Karasiuk, ukr. Роман Іванович Карасюк (ur. 27 marca 1991 we Włodzimierz Wołyńskim, w obwodzie wołyńskim) – ukraiński piłkarz, grający na pozycji pomocnika.

## Kariera piłkarska

### Kariera klubowa
Wychowanek zespołu amatorskiego BRW-WIK Włodzimierz Wołyński, barwy którego bronił w juniorskich mistrzostwach Ukrainy (DJuFL). W barwach tej drużyny debiutował w amatorskich mistrzostwach Ukrainy. Zawodową karierę piłkarską rozpoczął 11 października 2008 w drużynie Wołyń Łuck w meczu przeciwko Dynamo-2 Kijów. Na początku 2013 został wypożyczony na pół roku do Stali Ałczewsk. W czerwcu 2014 za obopólną zgodą kontrakt został anulowany. Wkrótce zasilił skład Stali Dnieprodzierżyńsk. Latem 2017 przeszedł do Weresu Równe. 29 czerwca 2018 podpisał kontrakt z węgierskim Kisvárda FC.

### Kariera reprezentacyjna
Występował w juniorskich reprezentacjach Ukrainy różnych kategorii wiekowych.

## Sukcesy i odznaczenia

### Sukcesy piłkarskie
Wołyń Łuck
- wicemistrz Ukraińskiej Pierwszej ligi: 2010

Stal Ałczewsk
- wicemistrz Ukraińskiej Pierwszej Ligi: 2013

Stal Dnieprodzierżyńsk
- wicemistrz Ukraińskiej Pierwszej Ligi: 2015